# Christian Gottfried Körner
Christian Gottfried Körner, född den 2 juli 1756 i Leipzig, död den 13 maj 1831 i Berlin, var en tysk ämbetsman och litteraturvän. Han var far till Theodor Körner.
Körner blev 1783 överkonsistorialråd i Dresden och 1790 överappellationsråd. År 1813 uppträdde han som verksam patriot samt utnämndes 1815 till statsråd i preussisk tjänst och 1817 till geheime överregeringsråd i kultusministeriet. Körner införlivade sitt namn i den tyska litteraturhistorien som förtrogen vän till Schiller och som en kulturbefordrare, vars hem var en samlingspunkt för vetenskapsmän och konstnärer. Schiller bodde 1785–1787 i Körners hem och stod framgent i livlig brevväxling med honom. Genom Schiller kom Körner även i vänskapsförhållande till Goethe och Wilhelm von Humboldt. Mångsidigt bildad, musikaliskt talangfull, med kritisk begåvning och hög uppfattning av konsten, ädelsinnad samt gästfri i stor skala, utövade Körner ett stort inflytande på sina vänner. Hans egna estetiska och politiska skrifter (utgivna av Adolf Stern 1881) är av mindre betydelse; viktigare var, att han utgav Schillers verk (12 band, 1812–1815, jämte biografi) samt sonen Theodors poetiska kvarlåtenskap, med teckning av dennes levnad. Av högt litteraturhistoriskt värde är slutligen Schillers Briefwechsel mit Körner (1847; 2:a upplagan 1874), som omfattar en tid av tjugo år. Körners biografi skrevs av Fritz Jonas (1879).